# Кенеркінден
Кенеркінден (нім. Känerkinden) — громада  в Швейцарії в кантоні Базель-Ланд, округ Зіссах.

## Географія
Громада розташована на відстані близько 60 км на північний схід від Берна, 12 км на південний схід від Лісталя.
Кенеркінден має площу 1,5 км², з яких на 16,1% дозволяється будівництво (житлове та будівництво доріг), 69,2% використовуються в сільськогосподарських цілях, 14,7% зайнято лісами, 0% не є продуктивними (річки, льодовики або гори).

## Демографія
2019 року в громаді мешкало 533 особи (+6,8% порівняно з 2010 роком), іноземців було 9,8%. Густота населення становила 360 осіб/км².
За віковим діапазоном населення розподілялося таким чином: 18,8% — особи молодші 20 років, 59,8% — особи у віці 20—64 років, 21,4% — особи у віці 65 років та старші. Було 228 помешкань (у середньому 2,3 особи в помешканні).
Із загальної кількості 50 працюючих 20 було зайнятих в первинному секторі, 7 — в обробній промисловості, 23 — в галузі послуг.